# Peter Schüller

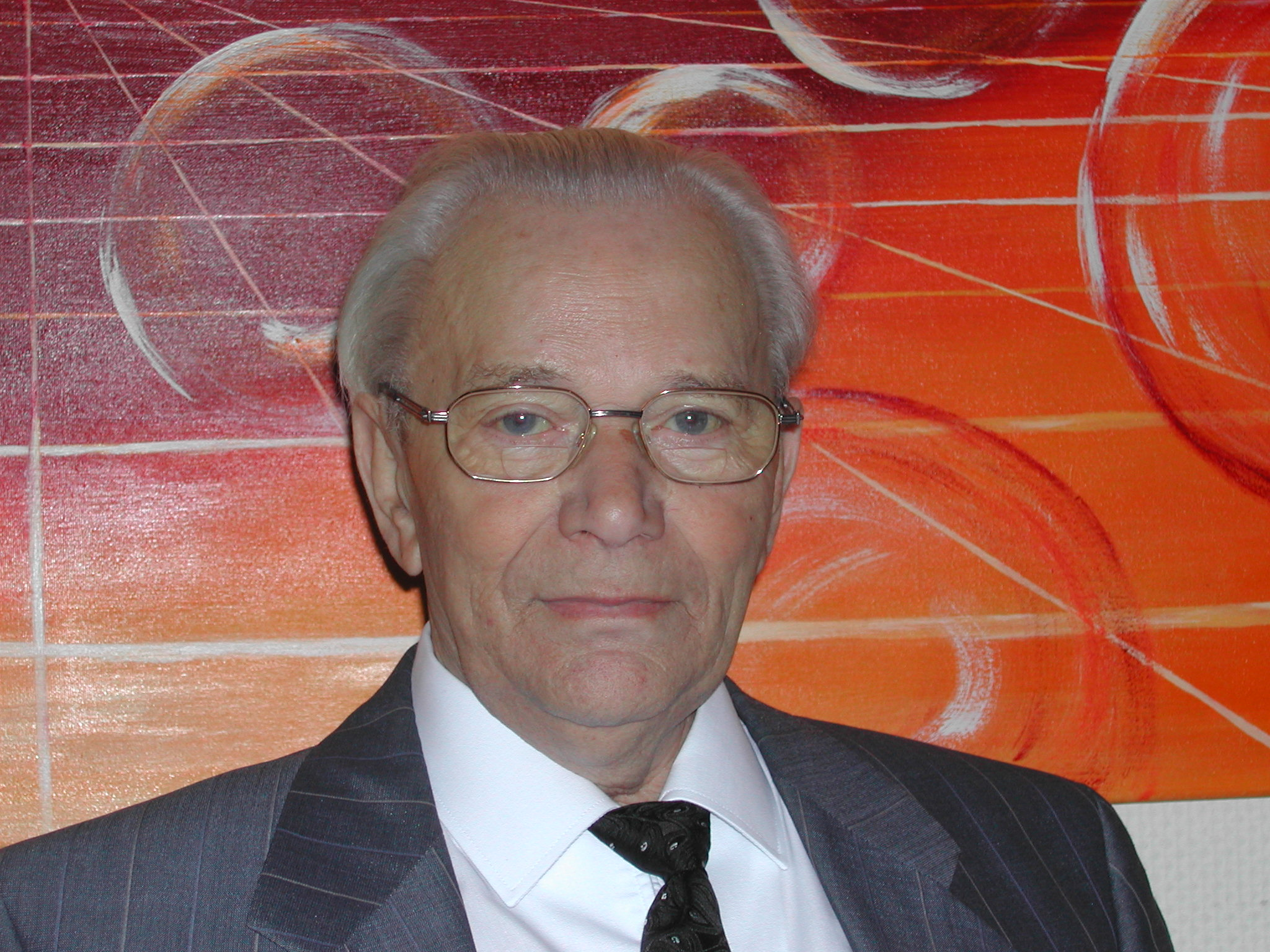
Peter Schüller

Peter Schüller (* 21. Mai 1921 in Mechernich; † 18. Mai 2006 ebenda) war ein deutscher Kommunalpolitiker (SPD) und von 1989 bis 1994 Bürgermeister seiner Heimatstadt Mechernich. Sein Sohn Jakob Schüller ist seit März 2013 Leiter der Volkshochschule Köln.

## Leben
Nach dem Besuch der Volksschule absolvierte Peter Schüller von 1935 bis 1939 eine Lehre als Bergmann bei der Gewerkschaft Mechernicher Werke. In der Zeit von 1939 bis 1945 folgte der Militärdienst, er geriet im Zweiten Weltkrieg in Kriegsgefangenschaft. Von 1948 bis 1959 war er im Forstberuf tätig. Zwischen 1959 und 1974 arbeitete er als Verwaltungsangestellter bei der Bundeswehr. Von 1962 bis 1976 war er Vorsitzender des Gesamtpersonalrats der Bundeswehr in Mechernich. 1975 wurde er zum Vorsitzendes des Bezirkspersonalrats im Luftwaffenunterstützungskommando Wahn gewählt. Dieses Amt musste er 1976 wegen eines Herzinfarkts aufgeben.

## Partei
Von 1973 bis 1984 war Peter Schüller Vorsitzender des Ortsvereins der Mechernicher SPD und über viele Jahre auch Mitglied des Unterbezirksvorstands der SPD im Kreis Euskirchen.

## Politik
1969 trat Schüller aus Unzufriedenheit mit der Politik der CDU und wegen der „Aufbruchstimmung, die damals den Wind der Veränderung durchs Land trug“ in die SPD ein. Schüllers großes politisches Vorbild war Willy Brandt, dem er 1974 persönlich begegnete. 1969 zog er erstmals in den Rat der Stadt Mechernich ein. Die Wähler verliehen ihm seither in ununterbrochener Folge ein Mandat im Kommunalparlament. 1972 wurde er Fraktionschef seiner Partei im Stadtrat. Von 1974 bis 1994 war er der einzige SPD-Politiker, der von den Wählern direkt in den Kreistag gewählt wurde. Aufgrund seines sozialen Engagements galt Schüller als „Anwalt der kleinen Leute“.
Am 17. Oktober 1989 hatte Schüller sein großes politisches Ziel erreicht und wurde zum ersten sozialdemokratischen Bürgermeister Mechernichs gewählt. In diesem Jahr gelang ihm außerdem die Wahl zum stellvertretenden Landrat des Kreises Euskirchen. Unter seiner Führung stiegen die Mitgliederzahlen der SPD kontinuierlich bis auf 380 an. 16 Sozialdemokraten gehörten zeitweise unter seiner Führung dem Rat der Stadt Mechernich an. 1994 gab er das Bürgermeisteramt aus gesundheitlichen Gründen auf.

## Ehrungen
Am 21. Mai 1987 wurde Peter Schüller in Anerkennung seiner langjährigen Verdienste im kommunalpolitischen Bereich das Bundesverdienstkreuz am Bande verliehen. Er war Ehrenbürgermeister seiner Heimatstadt Mechernich. Zu seinen Ehren wurde am 22. Juni 2012 im Wohngebiet Mechernich-Nord eine Straße benannt. Der „Peter-Schüller-Weg“ befindet sich im Neubaugebiet „Auf der Kirchheide“, die Benennung geht auf einen entsprechenden Ratsbeschluss vom 21. September 2010 zurück.